# Joel Banks
Joel Banks (ur. 3 kwietnia 1975 w Portsmouth) – brytyjski trener siatkarski. Gdy był siatkarzem grał jako rozgrywający.
Jego syn Cohen, również jest siatkarzem i gra na pozycji rozgrywającego. W sezonie 2024/2025 jego córka Skylar jest studentką i siatkarką uniwersytetu New College of Florida.

## Przebieg kariery
| Siatkarz                  | Siatkarz                         | Siatkarz            | Siatkarz            | Siatkarz            | Siatkarz            | Siatkarz            | Siatkarz            | Siatkarz            | Siatkarz            | Siatkarz            |                     |
| Lata                      | Klub                             | Klub                | Klub                | Klub                | Klub                | Klub                | Klub                | Klub                | Klub                | Klub                | Klub                |
| ------------------------- | -------------------------------- | ------------------- | ------------------- | ------------------- | ------------------- | ------------------- | ------------------- | ------------------- | ------------------- | ------------------- | ------------------- |
| 1997–1998                 | Malory Eagles                    | Malory Eagles       | Malory Eagles       | Malory Eagles       | Malory Eagles       | Malory Eagles       | Malory Eagles       | Malory Eagles       | Malory Eagles       | Malory Eagles       | Malory Eagles       |
| 1998–1999                 | Sparvoc Lanaken                  | Sparvoc Lanaken     | Sparvoc Lanaken     | Sparvoc Lanaken     | Sparvoc Lanaken     | Sparvoc Lanaken     | Sparvoc Lanaken     | Sparvoc Lanaken     | Sparvoc Lanaken     | Sparvoc Lanaken     | Sparvoc Lanaken     |
| 1999–2000                 | Flamingo Maldegem                | Flamingo Maldegem   | Flamingo Maldegem   | Flamingo Maldegem   | Flamingo Maldegem   | Flamingo Maldegem   | Flamingo Maldegem   | Flamingo Maldegem   | Flamingo Maldegem   | Flamingo Maldegem   | Flamingo Maldegem   |
| 2000–2001                 | Eisden Maasmechelen              | Eisden Maasmechelen | Eisden Maasmechelen | Eisden Maasmechelen | Eisden Maasmechelen | Eisden Maasmechelen | Eisden Maasmechelen | Eisden Maasmechelen | Eisden Maasmechelen | Eisden Maasmechelen | Eisden Maasmechelen |
| Trener                    |                                  |                     |                     |                     |                     |                     |                     |                     |                     |                     |                     |
| Lata                      | Klub/Reprezentacja               | Funkcja             |                     |                     |                     |                     |                     |                     |                     |                     |                     |
| 2007–2008                 | Martinus Amstelveen              | asystent trenera    |                     |                     |                     |                     |                     |                     |                     |                     |                     |
| 2007–2012                 | Wielka Brytania                  | asystent trenera    |                     |                     |                     |                     |                     |                     |                     |                     |                     |
| 2010–2012                 | Langhenkel Volley Doetinchem     | I trener            |                     |                     |                     |                     |                     |                     |                     |                     |                     |
| 2013                      | Wielka Brytania                  | I trener            |                     |                     |                     |                     |                     |                     |                     |                     |                     |
| 2013–2016                 | Topsportschool Vilvoorde         | I trener            |                     |                     |                     |                     |                     |                     |                     |                     |                     |
| 2014–2017                 | Belgia (juniorzy)                | I trener            |                     |                     |                     |                     |                     |                     |                     |                     |                     |
| 2014–2018                 | Belgia (kadeci)                  | I trener            |                     |                     |                     |                     |                     |                     |                     |                     |                     |
| 2015                      | Belgia                           | asystent trenera    |                     |                     |                     |                     |                     |                     |                     |                     |                     |
| 2016–2017                 | Noliko Maaseik                   | asystent trenera    |                     |                     |                     |                     |                     |                     |                     |                     |                     |
| 2017–2022 (do 01.02.2022) | Noliko Maaseik/Greenyard Maaseik | I trener            |                     |                     |                     |                     |                     |                     |                     |                     |                     |
| 2019–2023                 | Finlandia                        | I trener            |                     |                     |                     |                     |                     |                     |                     |                     |                     |
| 2022–2023 (do 31.01.2023) | PGE Skra Bełchatów               | I trener            |                     |                     |                     |                     |                     |                     |                     |                     |                     |
| 2023–                     | Berlin Recycling Volleys         | I trener            |                     |                     |                     |                     |                     |                     |                     |                     |                     |
| 2025–                     | Holandia                         | I trener            |                     |                     |                     |                     |                     |                     |                     |                     |                     |

## Jako siatkarz

### Sukcesy klubowe
Liga angielska:
- 1998

## Jako trener

### Sukcesy klubowe
Liga holenderska:
- 2012
- 2011

Superpuchar Holandii:
- 2011

Liga belgijska:
- 2018, 2019
- 2021

Superpuchar Niemiec:
- 2023[8], 2024[9]

Puchar Niemiec:
- 2024[10], 2025[11]

Liga niemiecka:
- 2024[12], 2025[13]